# Miroslav Fryčer
Miroslav „Mirko“ Fryčer (* 27. September 1959 in Opava, Tschechoslowakei; † 27. April 2021 in Kobeřice ve Slezsku) war ein tschechischer Eishockeyspieler und -trainer. In seiner Karriere absolvierte er mehr als 400 Spiele für die Nordiques de Québec, Toronto Maple Leafs, Detroit Red Wings und Edmonton Oilers in der National Hockey League.

## Karriere als Spieler
Miroslav Fryčer begann seine Karriere in den Nachwuchsmannschaften des TJ Vítkovice, für dessen Herrenmannschaft er in der Spielzeit 1977/78 in der höchsten Spielklasse der Tschechoslowakei, der 1. Liga, debütierte. In den folgenden drei Jahren etablierte er sich innerhalb der Mannschaft und trug in der Spielzeit 1980/81 33 Tore und 24 Assists zum Gewinn der Tschechoslowakischen Meisterschaft bei.
Nach diesem Erfolg entschied sich Fryčer, die Tschechoslowakei zu verlassen und flüchtete nach Kanada. Dort wurde er von den Nordiques de Québec verpflichtet, die ihn zunächst in der American Hockey League bei Fredericton Express einsetzten. Im Oktober 1981 debütierte er für die Nordiques in der NHL und erzielte in seinem ersten Spiel einen Hattrick gegen die Toronto Maple Leafs. Neben Fryčer spielten bei den Nordiques mit den drei Šťastný-Brüdern Anton, Peter und Marián drei weitere Tschechoslowaken. Da die Brüder meist zusammen in einer Reihe agierten, spielte Fryčer mit Kanadiern in einer Reihe, so dass er aufgrund der Sprachbarriere weitgehend isoliert blieb. Trotz 37 Scorerpunkten in 49 NHL-Partien gaben die Nordiques Fryčer kurz vor der Trade Deadline 1982 an die Toronto Maple Leafs ab, die dafür Wilf Paiement nach Québec schickten.
In den folgenden sieben Jahren spielte Fryčer für die Maple Leafs, die in den 1980er Jahren zu schlechtesten Teams der NHL zählten. Fryčer blühte an der Seite von Peter Ihnačák auf und erreichte in der Spielzeit 1985/86 75 Scorerpunkte in 73 Saisonspielen, was ihm eine Einladung zum 37. National Hockey League All-Star Game einbrachte. Am 8. Januar 1986 erzielte Fryčer in einem Spiel gegen die Edmonton Oilers vier Tore – nach Spielende bezeichnete Oilers-Spieler Wayne Gretzky Fryčer als einen „großartigen Eishockeyspieler“.
In den folgenden Jahren hatte Fryčer immer wieder mit Verletzungen zu kämpfen, so dass er nie mehr als 40 Saisonspiele absolvierte. Zudem kam er nicht mit dem neuen Trainer der Maple Leafs, John Brophy, zurecht, sodass er im Juni 1988 im Tausch gegen Darren Veitch an die Detroit Red Wings abgegeben wurde. Doch in Detroit konnte er sich nicht etablieren und wurde im Januar 1989 an die Edmonton Oilers abgegeben. Nach 14 Spielen für die Oilers, in denen ihm weitere zehn Scorerpunkte gelangen, beendete er seine NHL-Karriere. Insgesamt absolvierte er 432 Partien in der NHL, in denen er 150 Tore erzielte und 191 Vorlagen gab.
Nach seinem Abschied aus der NHL kehrte Fryčer nach Europa zurück und schloss sich dem EHC Freiburg an, den sein Vater Jaromir als Cheftrainer betreute. Schon 1987 hatten Jaromir und Miroslav Fryčer ein Haus in Freiburg-Hochdorf gebaut, in dem Miroslav Fryčer die Sommerpausen der NHL verbrachte. Zudem nahm er mehrfach als Gast am Sommertraining des EHCF teil. Nach seinem Abschied von Nordamerika kaufte Fryčer ein weiteres Haus in Freiburg, welches er im September 1989 mit seiner Frau Vera und den beiden Töchtern Lucie und Petra bezog. In zwei Spielzeiten für den EHCF, wo er mit weiteren Tschechoslowaken wie Jiří Crha, Milan Chalupa und Vítězslav Ďuriš zusammenspielte, erreichte er 22 Tore und 36 Assists, bevor er in die Serie A zum EV Bruneck wechselte. Mit dem Verein aus dem Pustertal spielte er parallel in der Serie A und in der Alpenliga. Im Sommer 1992 kehrte er nach Deutschland zurück und wurde vom ESV Königsbrunn unter Vertrag genommen, bevor er seine aktive Karriere endgültig beendete.

### International
Neben seinen Erfolgen auf Clubebene war Fryčer um 1980 herum Stammspieler der tschechoslowakischen Nationalmannschaft. 1977 nahm er mit der U18-Auswahl an der Europameisterschaft teil. 1978 und 1979 gehörte er dem Weltmeisterschafts-Kader der U20-Junioren an, mit denen er bei der U20-Weltmeisterschaft 1979 die Silbermedaille gewann.
Mit der Herren-Nationalmannschaft nahm er an zwei Weltmeisterschaften und einem olympischen Eishockeyturnier teil. Bei den Olympischen Winterspielen 1980 belegte er mit der Nationalmannschaft den fünften Platz. Zudem gewann er je eine Silber- und eine Bronzemedaille bei den Weltmeisterschaften 1979 und 1981. Insgesamt absolvierte er 52 Spiele im Nationaltrikot, in denen er 14 Tore erzielte.

## Karriere als Trainer
Seit seinem Karriereende arbeitet Fryčer als Eishockeytrainer und Spielervermittler. Im Juni 1994 wurde er vom HC Havířov als Cheftrainer verpflichtet, verließ diesen Verein aber im November des gleichen Jahres, um Assistenztrainer beim HC Vítkovice zu werden. Da er im Januar 2005 bei seinem Heimatverein entlassen wurde, kehrte er zum HC Havířov zurück. Dort blieb er bis zum Ende der Spielzeit 1995/96. Im Sommer 1996 wurde er von seinem ehemaligen Verein EV Bruneck verpflichtet und erreichte mit diesem 1997 den dritten Platz in der Serie A. Zudem wurde er zum Trainer des Jahres nominiert.
1998 wechselte er innerhalb der Serie A zum HC Meran, den er bis 2001 als Cheftrainer betreute und mit dem er 1999 die italienische Meisterschaft gewann. In der Spielzeit 2001/02 arbeitete er beim SV Ritten, bevor er sich zwischen 2002 und 2006 der Gründung und dem Aufbau seiner FG Sports Agency, einer Spieler- und Trainervermittlung, widmete. Zudem trainierte er in dieser Zeit die U20-Junioren des SK Karviná.
Im November 2006 erhielt er das Angebot, Nachfolger von Vladimír Vůjtek bei seinem Heimatverein zu werden. Er arbeitete bis Dezember 2007 für den HC Vítkovice, bevor er entlassen und durch Ernest Bokroš ersetzt wurde. Im gleichen Monat wurde er von der SG Cortina aus der Serie A verpflichtet, die er bis in das Playoff-Viertelfinale führte.
Zwischen September und Dezember 2008 betreute Fryčer erneut den HC Havířov. Anfang September 2010 unterschrieb er einen Vertrag als Cheftrainer beim SHC Fassa aus der italienischen Serie A1, wo er Steve Stirling ersetzte. Am 14. September wurde bekannt, dass auch er den SHC Fassa vor der Saison verlässt. Nach der Entlassung von Mike Posma im Dezember 2010 wurde der Tscheche abermals als Cheftrainer beim SHC Fassa engagiert. Für die Saison 2013/14 wurde er vom Zweitligisten HC Meran verpflichtet, aber im November 2013 entlassen und durch Larry Suarez ersetzt.
Am 11. Januar 2014 wurde er Cheftrainer vom polnischen Ciarko PBS Bank Sanok und betreute diesen Verein bis zum Ende der Saison 2014/15. Anschließend war er Sportdirektor beim SK Karvina, ehe er im Januar 2016 von HC Morzine-Avoriaz aus der Ligue Magnus als Cheftrainer verpflichtet wurde.
Seit Februar 2018 war Fryčer Cheftrainer der Orli Znojmo aus der Erste Bank Eishockey Liga.
Er starb Ende April 2021 nach kurzer Krankheit.

## Erfolge und Auszeichnungen
- 1977 Silbermedaille bei der U18-Junioren-Europameisterschaft
- 1979 Silbermedaille bei der U20-Weltmeisterschaft
- 1979 Silbermedaille bei der Weltmeisterschaft
- 1981 Bronzemedaille bei der Weltmeisterschaft
- 1981 Tschechoslowakischer Meister mit dem TJ Vítkovice
- 1985 Teilnahme am 37. National Hockey League All-Star Game

## Karrierestatistik

### Als Spieler
(Legende zur Spielerstatistik: Sp oder GP = absolvierte Spiele; T oder G = erzielte Tore; V oder A = erzielte Assists; Pkt oder Pts = erzielte Scorerpunkte; SM oder PIM = erhaltene Strafminuten; +/− = Plus/Minus-Bilanz; PP = erzielte Überzahltore; SH = erzielte Unterzahltore; GW = erzielte Siegtore; 1 Play-downs/Relegation; Kursiv: Statistik nicht vollständig)

### Als Trainer
Quelle: FG Sports Agency